# آرمسترانگ سیدلی دیرهاوند
آرمسترانگ سیدلی دیرهاوند (به انگلیسی: Armstrong Siddeley Deerhound) یک موتور هواگرد ساختِ کارخانهٔ آرمسترانگ سیدلی در کشور بریتانیا است.